# Махнач, Александр Семёнович
Александр Семёнович Махнач (8 декабря 1918, Хотляны, Игуменский уезд — 17 октября 2006, Минск) — советский и белорусский геолог, педагог и общественный деятель. Основатель белорусской школы литологии, петрографии и палеогеографии. Доктор геолого-минералогических наук, профессор Белорусского государственного университета и Минского педагогического института. Академик АН БССР (1970), лауреат Государственной премии БССР (1973).

## Биография
Родился 8 декабря 1918 года в деревне Хотляны Минской губернии (ныне в Узденском районе Минской области ), в бедной крестьянской семье.
В 1940 году окончил Минский педагогический институт им. M. Горького, после чего был призван в Красную Армию. Всю Великую Отечественную войну находился на фронте, где в 1942 году был принят в члены ВКП(б).
После окончания войны и демобилизации с 1946 по 1947 год работал в Министерстве просвещения БССР и ЦК ЛКСМ Белоруссии.
С 1947 по 1950 год обучался в аспирантуре при кафедре петрографии Московского нефтяного института им. И. М. Губкина, после её окончания защитил кандидатскую диссертацию.
В том же 1950 году А. С. Махнач возвращается в Белоруссию. Здесь, в Институте геологических наук АН БССР в Минске начинается его активная научная деятельность. Он глубоко изучает докембрийские образования кристаллического фундамента и платформенного чехла, отложения кембрия, ордовика, силура, девона и карбона.
Результатом его исследований явилась монография «Древнепалеозойские отложения Белоруссии» (1958), на базе которой в 1959 году была подготовлена и защищена докторская диссертация. Признанием научной деятельности А. С. Махнача явилось избрание его в этом же году членом-корреспондентом Академии наук БССР.
В 1969—1973 — главный учёный секретарь Президиума Академии наук БССР. В 1970 избран действительным членом АН БССР. С 1973 — вице-президент Академии наук БССР.
В декабре 1986 года по собственной инициативе перешёл на работу в Институт геохимии и геофизики АН БССР, где возглавлял лабораторию литологии и геохимии.

## Научный вклад
Махнач впервые выделил в осадочной толще Белоруссии верхнепротерозойские отложения: установил площади распространения, разработал стратиграфического схему, изучил состав и условия осадконакопления. Он исследовал стратиграфию, литологию и геохимию девонских, кембрийских и ордовикских отложений, условия их образования, а также кристаллический фундамент и развитые на нём и в осадочном чехле коры выветривания.
Участник открытия месторождений нефти, калийных и каменных солей, железных руд, горючих сланцев и других полезных ископаемых на территории Белоруссии.
Автор 27 монографий и около 300 других печатных работ.

## Награды и премии
- награждён орденами Ленина, Трудового Красного Знамени, Отечественной войны, «Знак Почёта», Франциска Скорины (1999),  многими медалями.
- Государственная премия БССР (1973) — за открытие и разведку месторождений нефти в БССР.
- два Диплома почёта ВДНХ СССР.
- Знак «Отличник разведки недр» Министерства геологии СССР (удостоен дважды).

## Основные труды
- Древнепалеозойские отложения Белоруссии. 1958.
- Литология и геохимия девонских отложений Припятского прогиба в связи с их нефтеносностью. Мн., 1966 (в соавт.);
- Литология и геохимия кор выветривания, развитых на кристаллическом фундаменте Белоруссии. 1973 (в соавт.);
- Рифей и венд Белоруссии. Мн., 1976 (в соавт.);
- Верхнедевонская щелочная вулканогенная формация Припятской впадины. Мн., 1977 (совм. с В. П. Корзуном);
- Верхний протерозой Припятской впадины. 1980 (в соавт.);
- Геология Беларуси. Мн., 2001 (Махнач А.С., Гарецкий Р.Г., Матвеев А.В.).